# Søren Rasmussen
Søren Rasmusen (1768 — Malling, 1850) foi um matemático de Noruega.

Foi o orientador de Bernt Michael Holmboe e Niels Henrik Abel.